# Madonna delle Grazie (Cuneo)
Madonna delle Grazie è una frazione di Cuneo, situata a 3 km dal capoluogo, che conta una popolazione di 2 560 abitanti.